# Distretto di Alucra
Il distretto di Alucra (in turco Alucra ilçesi) è uno dei distretti della provincia di Giresun, in Turchia.